# I figli del divorzio (film 1980)
I figli del divorzio è un film per la televisione che descrive i diversi drammi vissuti dai figli di genitori separati o divorziati. Rispecchia la situazione americana degli anni settanta e ottanta, in cui l'elevatissima e crescente percentuale di divorzi aumentò nell'opinione pubblica la consapevolezza che la separazione dei genitori avesse un effetto altamente nocivo sui figli.
Nel film, in ogni famiglia distrutta dal divorzio, i vari ragazzi reagiscono in modo differente: un bambino ingrassa smodatamente, un altro peggiora il proprio rendimento a scuola, una ragazza ginnasta cade, giovanissima, nel vizio dell'alcool e un giovane decide di avere rapporti sessuali prematrimoniali con la propria fidanzata.
Il film è stato trasmesso dalle TV locali italiane nella prima metà degli anni ottanta.
Gli attori interpreti sono volti più o meno noti della televisione americana, protagonisti di telefilm drammatici o sit-com realizzate negli anni settanta e ottanta.